# Anica Milenković
Anica Milenković (serbisk kyrilliska: Аница Миленковић), född 1978 i Požarevac, är en serbisk sångerska. Hennes första skiva Ne lančiću ime tvoje (Ditt namn på ett halsband) kom ut år 1991.

## Diskografi
- Mlade godine mogu sve (1991)
- Devojački snovi (1992)
- Korak napred (1993)
- Molitva (1994)
- Ludilo (1997)
- Čarobnjak (1998)
- Miljenica (1998)
- Uzmi me za ruke (1999)
- Puštam te (2001)
- Pile moje (2003)
- Sad ili nikad (2004)
- Depresija (2007)